# Alan J. Pakula
Alan Jay Pakula, född 7 april 1928 i The Bronx i New York, död 19 november 1998 i Melville på Long Island, New York, var en amerikansk regissör, filmproducent och manusförfattare.
Alan J. Pakula var son till polska invandrare som drev ett tryckeri. Han studerade vid Yale University.
År 1957 producerade han sin första film för Paramount Pictures. År 1963 oscarsnominerades han som producent för Skuggor över Södern med bland andra Gregory Peck.
För Alla presidentens män från 1976 nominerades han som regissör för både en Oscar, Golden Globe, BAFTA Award och Directors Guild of America Award. År 1982 blev han oscarsnominerad som manusförfattare för Sophies val, vilken han även regisserade och producerade. Pakula omkom i en bilolycka.

## Filmografi som regissör (urval)
- 1969 – Pookie, uppkäftig men ful
- 1971 – Klute – en smart snut
- 1974 – Sista vittnet
- 1976 – Alla presidentens män
- 1979 – Börja om från början
- 1982 – Sophies val
- 1990 – Misstänkt för mord
- 1992 – Lek till döds
- 1993 – Pelikanfallet
- 1997 – En fiende ibland oss